# Szeptember 20.
Szeptember 20. az év 263. (szökőévben 264.) napja a Gergely-naptár szerint. Az évből még 102 nap van hátra.
Névnapok: Friderika + Eponin, Euszták, Federika, Filip, Filippa, Frida, Fülöp, Zsuzsa, Zsuzsanna, Zsuzsánna, Zsuzska

## Események
- 1096 – Ezen a napon lépnek a Magyar Királyság területére a Bouillon Gottfried által vezetett keresztes hadjárat seregei. A mintegy 100 000 főnyi sereg a Kálmán királlyal kötött egyezmény alapján vonul át az országon.
- 1187 – Szaladin szultán megkezdi Jeruzsálem ostromát.
- 1519 – Magellán elindul az első sikeres világ körüli hajóútra.
- 1670 – Felségsértési vádat indít a bécsi udvar Zrínyi Péter és Frangepán Ferenc Kristóf ellen. Mint a Wesselényi-összeesküvés résztvevőit, mindkettőjüket halálra ítélik, és 1671. április 30-án Bécsújhelyen lefejezik, vagyonukat elkobozzák.
- 1814 – a Baltimore Patriot című lapban megjelenik az Amerikai Egyesült Államok himnuszának szövege.
- 1854 – Az Alma-folyói csatával megkezdődik a Krími háború
- 1860 – VII. Eduárd brit király – első angol uralkodóként – látogatást tesz az Amerikai Egyesült Államokban.
- 1870
  - Az olasz nemzeti hadsereg betör Rómába, a pápai állam hadserege megszünteti az ellenállást. Megszületik az egységes olasz nemzeti állam.
  - A francia csapatokat hazarendelik, lezárul a porosz–francia háború.
- 1873 – Történetében először ezen a napon bezár a New York-i Tőzsde, banki válság miatt. A pánik és a krízis egy hét alatt véget ér.
- 1884 – Befejeződik az Arlberg alagút építése Ausztriában.
- 1891 – Az első gázolaj-meghajtású kocsi debütál Springfieldben (Massachusetts)
- 1897 – II. Vilmos német császár Budapestre látogat.
- 1929 – Budapesten levetítik az első hangosfilmet („Az éneklő bolond”).
- 1940 – Budapesten gróf Károlyi Józsefné, Károlyi István és Földessy Géza megalakítja a németellenes, irodalmi Madách Színházat.
- 1944 – Brit–amerikai légitámadások az ország több pontján: Lebombázzák a győri pályaudvart, a vasúti forgalom 4 napig szünetel. Légitámadás éri a hegyeshalmi vasútállomást. Ismételt légitámadás a budapesti összekötő vasúti hidak ellen. Több bombatalálat éri a Rákosrendező vasútállomást. Súlyos bombatámadás a hatvani pályaudvar ellen. Az állomásépület elpusztul, 1200 vasúti kocsi kiég, 500 ember veszti életét.
- 1946 – Először tartják meg a Cannes-i Nemzetközi Filmfesztivált. 1939-ben lett volna az első, de a világháború miatt elhalasztották.
- 1954 – Az első Fortran nyelven megírt számítógép program futása.
- 1974 – Hamburgban megnyílik a Köhlbrandbrücke.
- 1976 – Befejeződik Budapesten az Európai Baptista Szövetség négynapos találkozója.
- 1979 – Lee Iacoccát a Chrysler Corporation elnökévé választják.
- 1984 – Egy öngyilkos terrorista autóbombát robbant a bejrúti amerikai nagykövetségnél.
- 1985 – A Walt Disney World a 200 milliomodik vendéget fogadja megnyitása óta
- 1985 – A Greenpeace-ügy Franciaországban. Kiderül, hogy a francia titkosszolgálat az új-zélandi Auckland kikötőjében július 10-én elsüllyesztette a Greenpeace környezetvédő szervezet Rainbow Warrior nevű hajóját. Az ügy miatt lemond a francia honvédelmi miniszter.
- 1988 – Maróthy László környezetvédelmi és vízgazdálkodási miniszter azzal érvel a bős–nagymarosi vízlépcső mellett, hogy az építkezés leállítása költségesebb lenne, mint befejezése.
- 1988 – Három évtized után hazatér Budapestre Faludy György költő.
- 1990 – Ratifikálják a két Németország újraegyesítését.
- 1990 – A magyar kormány létrehozza a Teleki László Alapítványt.
- 1992 – Franciaország lakossága kis többséggel az Európai Uniós tagság mellett szavaz.
- 2001 – a szeptember 11-ei terrortámadások következményeként a Kongresszus előtt tartott beszédében először használja az Amerikai Egyesült Államok elnöke George W. Bush a „háború a terror ellen” kifejezést.[1]
- 2023 – Esztergomi rendőrgyilkosság

## Sportesemények
Formula–1
- 1969 –  kanadai nagydíj, Mosport Park - Győztes: Jacky Ickx  (Brabham Ford)
- 1970 –  kanadai nagydíj, Mont Tremblant - Győztes: Jacky Ickx  (Ferrari)
- 1987 –  portugál nagydíj, Estoril - Győztes:Alain Prost  (McLaren TAG Porsche Turbo)
- 2015 –  szingapúri nagydíj, Singapore Street Circuit - Győztes: Sebastian Vettel  (Ferrari)

## Születések
- 1746 – Gróf Benyovszky Móric magyar utazó, kalandor († 1786)
- 1778 – Fabian Gottlieb von Bellingshausen észtországi német születésű orosz tengerészkapitány, admirális, felfedező, a Déli-sarkvidék jelentős kutatója († 1852)
- 1822 – Peter Mitterhofer német asztalosmester, az első írógép megépítője († 1893)
- 1842 – Sir James Dewar skót vegyész, fizikus, feltaláló, az alacsony hőmérsékletek kutatója († 1923)
- 1843 – Benedek Aladár magyar író, költő, szerkesztő († 1915)
- 1844 – Kallina Mór magyar műépítész († 1913)
- 1860 – Rákosi Viktor (írói neve Sipulusz) magyar író, hírlapíró, humorista († 1923)
- 1860 – Ujváry Ignác magyar festő († 1927)
- 1873 – Szisz Ferenc magyar szárm. francia autóversenyző, az első Grand Prix győztese († 1944)
- 1878 – Upton Sinclair amerikai író, a „Jungle” szerzője († 1968)
- 1885 – Enrico Mizzi máltai nacionalista politikus, miniszterelnök († 1950)
- 1897 – Tamási Áron Kossuth-díjas erdélyi magyar író, akadémikus, az „Ábel – trilógia” szerzője (Egyes források szerint 19-én született.) († 1966)
- 1908 – Házi Árpád szabómunkás, politikus († 1970)
- 1917 – Red Auerbach amerikai kosárlabda legenda, a Washington Capitols, a Tri-Cities Blackhawks és a Boston Celtics edzője († 2006)
- 1917 – Fernando Rey spanyol színész („Francia kapcsolat”) († 1994)
- 1921 – Horace Gould brit autóversenyző († 1968)
- 1924 – Bodrogi Tibor magyar etnográfus († 1986)
- 1925 – Würtzler Arisztid magyar–amerikai hárfaművész, a New York Harp Ensemble alapító tagja († 1997)
- 1926 – Ernst Knobil amerikai biológus, endokrinológus, az MTA tagja († 2000)
- 1926 – Kovács Apollónia Kossuth-díjas magyar előadóművész († 2012)
- 1929 – Bitskey Tibor Kossuth-díjas magyar színész, a nemzet színésze († 2015)
- 1929 – Anne Meara amerikai színésznő, humorista († 2015)
- 1930 – Diószegi István magyar történész († 2020)
- 1934 – Sophia Loren Oscar-díjas olasz színésznő
- 1935 – Aradszky László magyar táncdalénekes († 2017)
- 1944 – Poór Péter Máté Péter-díjas magyar táncdalénekes
- 1947 – Tarnói Gizella magyar újságíró, rádiós szerkesztő, az Élet és Irodalom főszerkesztő-helyettese, a MÚOSZ alelnöke († 2006)
- 1947 – Virágh József magyar színész
- 1948 – Baksa-Soós János, magyar előadó- és képzőművész, a Kex együttes alapítója és frontembere († 2021)
- 1948 – George R. R. Martin, amerikai író, forgatókönyvíró, a A tűz és jég dala regénysorozat írója
- 1950 – Csapó Gábor magyar vízilabdázó, olimpiai bajnok  († 2022)
- 1953 – Jutkovics Krisztina magyar színésznő
- 1964 – Crispin Glover amerikai színész („Vissza a jövőbe”)
- 1964 – Szalai Miklós magyar történész, ateista filozófus, vallásfilozófus
- 1964 – Vörös István, József Attila-díjas költő, prózaíró, kritikus, irodalomtörténész, esszéista
- 1968 – Závodszky Noémi magyar színésznő
- 1972 – Victor Ponta, a román Szociáldemokrata Párt elnöke
- 1975 – Asia Argento olasz filmszínésznő, filmrendező
- 1975 – Juan Pablo Montoya (Juan-Pablo Montoya Roldan) kolumbiai autóversenyző
- 1975 – Szirtes Balázs magyar színész
- 1976 – Jon Bernthal amerikai színész
- 1981 – Feliciano López spanyol teniszező
- 1982 – Berger Dalma underground énekesnő, fotomodell
- 1983 – Bulath Anita magyar kézilabdázó
- 1984 – Brian Joubert francia műkorcsolyázó
- 1984 – Mikler Roland magyar kézilabdázó
- 1985 – Alban Préaubert francia műkorcsolyázó
- 1985 – Bíró Péter magyar labdarúgó
- 1987 – Szergej Vlagyimirovics Vodopjanov orosz amatőr ökölvívó
- 1987 – Timo Sonnenschein a német Panik zenekar rappere
- 1988 – Ómoto Ajano japán énekes-táncos, a Perfume elektropop-trió tagja
- 1988 – Szergej Bobrovszkij orosz jégkorongozó
- 1988 – Szirmai Gergely magyar videoblogger, filmkritikus
- 1990 – Móczó Norbert magyar labdarúgó
- 1991 – Csillag Tünde, magyar tornász
- 1993 – Kyle Anderson kínai kosárlabdázó
- 1995 – Bíró Panna Dominika magyar színésznő

## Halálozások
- 1863 – Jakob Grimm (Grimm fivérek) német jogász, nyelvész, mesegyűjtő, író (* 1785)
- 1884 – Leopold Fitzinger osztrák zoológus a Fővárosi Állat- és Növénykert alapítója (* 1802)
- 1910 – Kainz József (Josef Kainz) német–osztrák színész (* 1858)
- 1936 – Tornyai János magyar festőművész (* 1869)
- 1952 – Bill Schindler (Williams Schindler) amerikai autóversenyző (* 1909)
- 1957 – Jean Julius Christian Sibelius finn zeneszerző (* 1865)
- 1958 – Peter Whitehead brit autóversenyző (* 1914)
- 1963 – Martsekényi Imre építészmérnök, országgyűlési képviselő (* 1898)
- 1971 – Jorgosz Szeferisz görög költő, író és diplomata, 1963-ban irodalmi Nobel-díjjal tüntették ki (* 1900).
- 1973 – Gömöri Pál Kossuth-díjas magyar orvos, belgyógyász, az MTA tagja (* 1905)
- 1984 – Babos Zoltán magyar vegyészmérnök, élelmezésügyi miniszterhelyettes (* 1920)
- 1986 – Ladányi Mihály kétszeres József Attila-díjas magyar költő (* 1934)
- 1986 – Tápai Antal magyar szobrászművész (* 1902)
- 1989 – Richie Ginther (Paul Richard Ginther) amerikai autóversenyző (* 1930)
- 1993 – Erich Hartmann német katonatiszt, minden idők legeredményesebb (352 légi győzelem) vadászpilótája (* 1922)
- 1995 – Baka István magyar költő, műfordító (* 1948)
- 1996 – Erdős Pál magyar matematikus (* 1913)
- 1999 – Raisza Gorbacsova a volt szovjet elnök, Gorbacsov felesége (* 1932)
- 2000 – German Tyitov a második szovjet űrhajós (* 1935)
- 2005 – Simon Wiesenthal osztrák holokauszttúlélő, nácivadász (* 1908)
- 2006 – Sven Vilhem Nykvist Oscar-díjas svéd operatőr (* 1922)
- 2007 – Polcz Alaine magyar író, pszichológus (* 1922)
- 2012 – Tomáš Durdík Europa Nostra-díjas cseh régészprofesszor, kasztellológus (a várépítészet kutatója) (* 1951)

## Nemzeti ünnepek, évfordulók, események
- Takarítási világnap 1992 óta (ENSZ)
- A biztosítás világnapja: Osztrák biztosítók kezdeményezésére nyilvánították ezt a napot Biztosítási Világnappá.
- Az európai kultúra napja 2008-tól
- A gyermekek világnapja 1954 óta